# Samuel Junior
Samuel Santana Couto Júnior (Salvador, 17 de abril de 1979), mais conhecido como  Samuel Júnior , é um político brasileiro. Casado com a advogada Ariene Góis Couto, com a qual tem dois filhos Samuel Neto e Maria Eduarda. Passou a exercer o mandato de deputado estadual pelo estado da Bahia desde 2 de janeiro de 2017, após a renuncia do então deputado Edivan Fernandes de Almeida, conhecido como Vando, que assumiu a prefeitura de Monte Santo. Foi indicado a disputa como representante das Assembleias de Deus na Bahia em parceria com o deputado Alex Santana, cuja dupla foi carinhosamente chamada de café com leite nas eleições de 2018. Se reelegeu em 2018 para a 19.ª legislatura. 